# Епархия Малолоса
Епархия Малолоса (лат. Dioecesis Malolosina) — епархия Римско-Католической церкви с центром в городе Малолос, Филиппины. Епархия Малолоса распространяет свою юрисдикцию на провинцию Булакан и город Валенсуэла столичного региона. Епархия Малолоса входит в митрополию Манилы. Кафедральным собором епархии Малолоса является церковь Непорочного Зачатия Пресвятой Девы Марии.

## История
26 ноября 1961 года Римский папа Иоанн XXIII издал буллу Christifidelium consulere, которой учредил епархию Малолоса, выделив её из архиепархии Манилы.

## Ординарии епархии
- 11.12.1961 — 15.12.1977: епископ Мануэль П. Дель Росарио (Manuel P. Del Rosario)
- 15.12.1977 — 20.01.1996: епископ Сирило Р. Альмарио (Cirilo R. Almario)
- 14.12.1996 — 28.06.2003: епископ Родандо Ховен Триа Тирона (Rolando Joven Tria Tirona), назначен ординарием территориальной прелатов Инфанты
- 14.05.2004 — н. в.: епископ Хосе Франсиско Оливером (José Francisco Oliveros)

## Источник
- Annuario Pontificio, Libreria Editrice Vaticana, Città del Vaticano, 2003, ISBN 88-209-7422-3
- Булла Christifidelium consulere, AAS 54 (1962), стр. 758  (лат.)